# Saspamco
Saspamco est une communauté non incorporée du comté de Wilson, dans l’État du Texas, aux États-Unis.
Sa population était d’environ 443 habitants en 2000.

## Source
- (en) Cet article est partiellement ou en totalité issu de l’article de Wikipédia en anglais intitulé « Saspamco, Texas » (voir la liste des auteurs).